# Гердюр Бйоргвін Магнуссон
Заголовок цієї статті — це ісландське ім'я, де Гердюр Бйоргвін — особове ім'я, а Магнуссон — ім'я по батькові. 
Гердюр Бйоргвін Магнуссон (ісл. Hörður Magnússon, нар. 11 лютого 1993, Рейк'явік) — ісландський футболіст, захисник грецького «Панатінаїкоса» і національної збірної Ісландії.

## Клубна кар'єра
Народився 11 лютого 1993 року в місті Рейк'явік. Вихованець юнацьких команд клубу «Фрам». З 16 років пояав залучатися до основної команди цього клубу, за яку провів 6 офіційних матчів.
2011 року перебрався до Італії, уклавши контракт з «Ювентусом». Грав за молодіжну команду туринського клубу. 2013 року пройшов тренувальний збір з основною командою клубу, проте сезон 2013/14 провів у друголіговій «Спеції», яка викупила половину прав на гравця.
Влітку 2014 року «Ювентус» повернув собі продані раніше «Спеції» 50 % контракту ісландця, проте відразу ж віддав його в оренду до «Чезени». У новому клубі Магнуссон в сезоні 2014/15 дебютував у Серії А, проте не зміг допомогти команді зберегти місце в елітному дивізіоні і наступного сезону продовжив грати за «Чезену» вже у другій за силою італійській лізі.
13 липня 2016 року підписав контракт з клубом англійського Чемпіоншипу «Бристоль Сіті» і відіграв за клуб з Бристоля 52 матчі в національному чемпіонаті.

## Виступи за збірні
2009 року дебютував у складі юнацької збірної Ісландії, взяв участь у 23 іграх на юнацькому рівні, відзначившись 2 забитими голами. Протягом 2012—2014 років залучався до складу молодіжної збірної Ісландії. На молодіжному рівні зіграв у 14 офіційних матчах.
2014 року дебютував в офіційних матчах у складі національної збірної Ісландії. Наразі провів у формі головної команди країни 44 матчі, забив 2 голи.
У травні 2016 року був включений до заявки збірної для участі у першому в історії ісландської збірної великому турнірі — фінальній частині чемпіонату Європи 2016 року у Франції, а через два роки зіграв і на чемпіонаті світу 2018 року у Росії.
| Дата       | Місто          | Господарі | Результат | Гості       | Турнір                               | Голи | Примітки |
| ---------- | -------------- | --------- | --------- | ----------- | ------------------------------------ | ---- | -------- |
| 12-11-2014 | Брюссель       | Бельгія   | 3 – 1     | Ісландія    | товариський матч                     | -    |          |
| 31-3-2015  | Таллінн        | Естонія   | 1 – 1     | Ісландія    | товариський матч                     | -    | 46'      |
| 24-3-2016  | Гернінг        | Данія     | 2 – 1     | Ісландія    | товариський матч                     | -    | 75'      |
| 1-6-2016   | Осло           | Норвегія  | 3 – 2     | Ісландія    | товариський матч                     | -    |          |
| 6-6-2016   | Рейк'явік      | Ісландія  | 4 – 0     | Ліхтенштейн | товариський матч                     | -    | 87'      |
| 5-9-2016   | Київ           | Україна   | 1 – 1     | Ісландія    | Відбір до ЧС 2018                    | -    | 42'      |
| 9-10-2016  | Рейк'явік      | Ісландія  | 2 – 0     | Туреччина   | Відбір до ЧС 2018                    | -    | 86'      |
| 12-11-2016 | Загреб         | Хорватія  | 2 – 0     | Ісландія    | Відбір до ЧС 2018                    | -    |          |
| 28-3-2017  | Дублін         | Ірландія  | 0 – 1     | Ісландія    | товариський матч                     | 1    |          |
| 11-6-2017  | Рейк'явік      | Ісландія  | 1 – 0     | Хорватія    | Відбір до ЧС 2018                    | 1    |          |
| 2-9-2017   | Тампере        | Фінляндія | 1 – 0     | Ісландія    | Відбір до ЧС 2018                    | -    |          |
| 5-9-2017   | Рейк'явік      | Ісландія  | 2 – 0     | Україна     | Відбір до ЧС 2018                    | -    |          |
| 6-10-2017  | Ескішехір      | Туреччина | 0 – 3     | Ісландія    | Відбір до ЧС 2018                    | -    |          |
| 9-10-2017  | Рейк'явік      | Ісландія  | 2 – 0     | Косово      | Відбір до ЧС 2018                    | -    |          |
| 8-11-2017  | Доха           | Ісландія  | 1 – 2     | Чехія       | товариський матч                     | -    | 46'      |
| 2-6-2018   | Рейк'явік      | Ісландія  | 2 – 3     | Норвегія    | товариський матч                     | -    |          |
| 16-6-2018  | Москва         | Аргентина | 1 – 1     | Ісландія    | ЧС 2018 - 1-й етап                   | -    |          |
| 22-6-2018  | Волгоград      | Нігерія   | 2 – 0     | Ісландія    | ЧС 2018 - 1-й етап                   | -    |          |
| 26-6-2018  | Ростов-на-Дону | Ісландія  | 1 – 2     | Хорватія    | ЧС 2018 - 1-й етап                   | -    |          |
| 11-9-2018  | Рейк'явік      | Ісландія  | 0 – 3     | Бельгія     | Ліга націй УЄФА 2018-2019 - 1-й етап | -    |          |
| 15-10-2018 | Рейк'явік      | Ісландія  | 1 – 2     | Швейцарія   | Ліга націй УЄФА 2018-2019 - 1-й етап | -    |          |
| 15-11-2018 | Брюссель       | Бельгія   | 2 – 0     | Ісландія    | Ліга націй УЄФА 2018-2019 - 1-й етап | -    |          |
| 19-11-2018 | Ойпен          | Катар     | 2 – 2     | Ісландія    | товариський матч                     | -    |          |
| Усього     |                | Матчів    | 23        |             | Голів                                | 2    |          |

## Титули і досягнення
- Володар Суперкубка Росії (1):

ЦСКА (Москва): 2018